# António da Cunha Telles
António Cohen da Cunha Telles (* 26. Februar 1935 in Funchal, Madeira; † 23. November 2022 in Lissabon) war ein portugiesischer Filmregisseur und -produzent.

## Leben
Telles studierte in Lissabon zuerst Medizin, ging dann aber nach Paris. Er lebte dort von 1956 bis 1961 und absolvierte ein Studium als Regisseur an der Filmhochschule IDHEC. 1962 begann er Filme zu produzieren. Er gehörte zu den Gründern des Centro Português de Cinema und war eine der Hauptfiguren des neuen portugiesischen Films, des Novo Cinema. So hat er auch zwei der Schlüsselfilme des Novo Cinema produziert, Os Verdes Anos von Paulo Rocha und Belarmino von Fernando Lopes. Er hat etwa 200 Filme produziert oder mitproduziert, hauptsächlich in Frankreich und Portugal.
Als Regisseur konnte er mit seinem Film O Cerco von 1970 Erfolge feiern; der Film lief erfolgreich beim Filmfestival in Cannes und erhielt in der Folge Zuspruch sowohl vom Publikum als auch von der Kritik, in Frankreich wie in Portugal. Er drehte zwischen 1974 und 2004 noch sechs weitere Filme, die bei der Kritik jedoch keinen größeren Eindruck mehr hinterließen.
Telles starb am 23. November 2022 im Alter von 87 Jahren in Lissabon.

## Filmografie

### Regisseur
- 1962: Os Transportes (Doku.)
- 1970: O Cerco (mit Maria Cabral, Miguel Franco, Ruy de Carvalho u. a.)
- 1974: Meus Amigos (mit Manuel Madeira, Tereza Mota, António Modesto Navarro u. a.)
- 1975: As Armas e o Povo (Kollektivarbeit)
- 1976: Continuar a Viver (Doku.)
- 1984: Vidas (mit Paulo Branco, Maria Cabral, Virgílio Castelo u. a.)
- 1996: Pandora (mit Philippe Léotard, Fanny Cottençon, Inês de Medeiros u. a.)
- 2004: Kiss Me (mit Marisa Cruz, Nicolau Breyner, Manuel Wiborg, Rui Unas u. a.)

### Produzent (Auswahl)
- 1962 P.X.O. (R: Pierre Kast und J. Daniel Valcroze, Kurzfilm)
- 1962 Die grünen Jahre (Os Verdes Anos) (R: Paulo Rocha)
- 1963 Les Chemins du Soleil (R: Carlos Vilardebó, Kurzfilm)
- 1963 Les vacances portugaises (R: Pierre Kast)
- 1964 Le pas de trois (R: Alain Bornet)
- 1964 Le triangle circulaire (R: Pierre Kast, Co-Produktion)
- 1964 Belarmino (R: Fernando Lopes)
- 1964 La peau douce (R: François Truffaut, Co-Produktion)
- 1964 O Crime da Aldeia Velha (R: Manuel Guimarães)
- 1965 As Ilhas Encantadas (R: Carlos Vilardebó)
- 1965 Catembe (R: Faria de Almeida)
- 1965 O Trigo e o Joio (R: Manuel Guimarães)
- 1966 Domingo à Tarde (R: António de Macedo)
- 1966 Das Leben ändern (Mudar de Vida) (R: Paulo Rocha)
- 1967 Alta Velocidade (R: António de Macedo)
- 1970 Uma Experiência (R: Paulo Rocha, Kurzfilm)
- 1981 Saudades Para D. Genciana (R: Eduardo Geada)
- 1982 Contactos (R: Leandro Ferreira)
- 1983 Vidas (R: António da Cunha Telles)
- 1983 To catch a king (R: Clive Donner)
- 1985 L’Amant magnifique (R: Aline Issermann)
- 1986 Paraíso Perdido (R: Alberto Seixas Santos)
- 1986 Dernier été à Tanger (R: Alexandre Arcady)
- 1986 Cross (R: Philippe Setbon)
- 1986 C’Était impossible... ils ne l’ont pas fait (R: Philippe Clair)
- 1987 O Bobo (R: José Álvaro Morais)
- 1987 Contrainte par corps (R: Serge Leroy)
- 1987 Ballade vom Hundestrand (Balada da Praia dos Cães) (R: José Fonseca e Costa)
- 1987 Ennemis intimes (R: Denis Amar)
- 1989 Uma Aventura em Lisboa (R: Eduardo Geada, Fernsehserie)
- 1990 Le Blocus (R: José Fonseca e Costa, Teil der Fernsehserie „Napoleon et l'Europe“)
- 1991 Rosa Negra (R: Margarida Gil)
- 1992 Requiem para um Narciso (R: João Pedro Ruivo, Teil der Fernsehserie „A La Minute“)
- 1992 Fluchtpunkt (O Fio do Horizonte) (R: Fernando Lopes)
- 1993 Aqui na Terra (R: João Botelho)
- 1994 Passagem por Lisboa (R: Eduardo Geada)
- 1996 Pandora (R: António Da Cunha Telles)
- 1998 Jaime (R: António-Pedro Vasconcelos)
- 2003 Os Imortais (R: António-Pedro Vasconcelos)
- 2004 Maria e as Outras (R: José de Sá Caetano)
- 2004 Kiss Me (R: António da Cunha Telles)
- 2004 Macao sans retour (R: Michale Boganim)
- 2005 Entre o Desejo e o Destino (R: Vicente Alves do Ó, Kurzfilm)
- 2005 Fin de curso (R: Miguel Martí)
- 2006 Parte de Mim (R: Margarida Leitão)
- 2007 O Mistério da Estrada de Sintra (R: Jorge Paixão da Costa)
- 2007 Nome de Código: Sintra (R: Jorge Paixão da Costa, Fernsehserie)
- 2007 Hotel Tivoli (R: Antón Reixa)
- 2007 Das schlafwandelnde Land (Terra Sonâmbula) (R: Teresa Prata)
- 2008 A Corte do Norte (R: João Botelho)
- 2009 How to Draw a Perfect Circle (R: Marco Martins)
- 2010 América (R: João Nuno Pinto)
- 2011 Quinze Pontos na Alma (R: Vicente Alves do Ó)
- 2013: Rouge Brésil (TV-Mehrteiler)
- 2013: Odysseus (Fernsehserie)